# Progreso (Chiriquí)
Progreso es un corregimiento del distrito de Barú, en la provincia de Chiriquí en Panamá, fronterizo con Costa Rica. Este corregimiento cuenta entre sus comunidades a Paso Canoas, un importante punto comercial del área fronteriza con Costa Rica. La localidad tiene 11.402 habitantes (2010).

## Geografía
Es una franja angosta de tierra que conecta al distrito de Renacimiento con el resto del distrito de Barú, a su vez separa al distrito de Bugaba con la frontera con Costa Rica. Limita al norte con el corregimiento de Breñón (distrito de Renacimiento), al sur con los corregimientos de Baco y Rodolfo Aguilar Delgado, al este con el corregimiento de Aserrío de Gariché (distrito de Bugaba), y al oeste con la frontera con Costa Rica (cantón de Corredores, provincia de Puntarenas).

## Historia
La historia del corregimiento se remonta a 1914 cuando se establece en la zona la compañía azucarera “Panamá Sugar Company”. En 1915 se funda oficialmente este corregimiento como parte del distrito de Alanje.
Mediante la Ley 103 del 12 de julio de 1941, se crea el distrito de Barú y Progreso pasa a formar parte de éste.

## Demografía
Tiene una población de 11.402 habitantes (censo de 2010), divididos en 5.807 hombres y 5.595 mujeres. En Progreso existen unas 3.216 viviendas. Sus habitantes se dedican principalmente a la siembra y cosecha de arroz. 
Las comunidades que lo conforman son: Capacho, Paso Canoas Arriba, Paso Canoas Internacional, Paso Canoas Abajo, Cuervito, Progreso, Almendro, Colorado Kilómetro 32 ,Colorado Centro, Santa María, Chuchupate y Kira.

## Economía
En Paso Canoas hay grandes almacenes y tiendas de venta libre de impuestos, conocidos como duty free. También se ubican el Banco Nacional, Banco Universal, Western Union, la Lotería Nacional de Beneficencia, la Autoridad de Turismo de Panamá, Aduanas, entre otras entidades.